# SN 2007ba
SN 2007ba – supernowa typu Ia odkryta 29 marca 2007 roku w galaktyce UGC 9798. W momencie odkrycia miała maksymalną jasność 18,20m.